# Mesamia frigida
Mesamia frigida är en insektsart som beskrevs av Delong och Hershberger 1947. Mesamia frigida ingår i släktet Mesamia och familjen dvärgstritar. Inga underarter finns listade i Catalogue of Life.